# Me Sang (huyện)
Me Sang (tiếng Khmer: ស្រុកមេសាង) là một huyện thuộc tỉnh Prey Veng, đông nam Campuchia.